# Первый встречный
«Первый встречный» (англ. Marry Me; «Женись на мне» или «Возьми меня замуж» в зависимости от пола говорящего) — американский фильм Кэт Койро. В главных ролях: Дженнифер Лопес и Оуэн Уилсон. Премьера в России состоялась 10 февраля 2022 года.

## Сюжет
Кэт Вальдез — знаменитая певица, суперзвезда и предмет обожания миллионов поклонников — собирается замуж за Бастиана, такого же известного и популярного певца. Пара планирует пожениться в конце своего совместного тура «Marry Me» — прямо в концертном зале в финале концерта.
Чарли Гилберт — обычный учитель математики, разведённый отец девочки-подростка Лу. Он далёк от социальных сетей и технических новинок, считая их просто ширмой, за которой люди прячут себя. Из-за предубеждений Чарли дочь, вступающая в переходный возраст, считает его скучным и отстраняется. Паркер — подруга и коллега Чарли, школьный психолог, зовёт его вместе с дочкой на концерт-свадьбу — на это мероприятие рвётся весь город, а у неё случайно освободились два билета. Гилберт, надеясь поднять свой авторитет в глазах Лу, соглашается. На стадионе Паркер, собираясь снять видео для соцсетей, отдаёт Чарли свою табличку с названием тура Кэт и Бастиана — «Marry me» (Выходи за меня).
Кэт, одетая в роскошное свадебное платье, готовится к выходу на сцену, чтобы обменяться клятвами с Бастианом. За считаные минуты до начала церемонии в интернете появляется видеозапись, свидительствующая об измене жениха Кэт с её ассистенткой. Выйдя на сцену, шокированная Вальдез по лицам людей в зале понимает, что все уже знают об интрижке Бастиана. В этот момент Кэт встречается взглядом с Чарли и, прочитав текст на транспаранте у него руках, вдруг говорит, что согласна стать его женой. Ничего не понимающего Чарли толпа фанатов выволакивает на сцену. Он видит умоляющее лицо невесты и соглашается стать её мужем. Шоу есть шоу, но представитель мэрии настоящий, и свадьба юридически вполне реальна.
На следующее утро менеджер певицы Колин предлагает заплатить Чарли денег и быстро развестись. Вальдез же говорит, что все зашло слишком далеко и им придётся оставаться в браке, хотя бы несколько месяцев. Колин убеждает Чарли подыграть Кэт на публике. Вместе они дают пресс конференцию, на которой заявляют, что прекрасно понимают, насколько спонтанны, непредсказуемы и непродуманы были их вчерашние действия, но останутся вместе и постараются узнать друг друга получше. Чарли не подтверждает опасений команды Кэт — он оказывается умным, интеллигентным человеком, прекрасным собеседником и, будучи опытным педагогом, свободно и с большим достоинством держится на публике. Как резюмирует Колин: «Из десяти тысяч потенциальных подонков ты выбрала честного, простого отца-одиночку без проблем с законом».
Итак, Кэт и Чарли оказываются вынуждены погрузиться в неизвестные для них миры друг друга. Чарли чувствует себя неловко в присутствии свиты Кэт, за которой постоянно ходит оператор с камерой. Кэт же во всем привыкла полагаться на своих ассистентов и совершенно несамостоятельна. Но постепенно выясняется, что, несмотря на полностью противоположные стили жизни, у пары много общего. Кэт, посетив занятия математического кружка, сначала потрясает, а потом совершенно покоряет учеников Чарли. Она делится историями о прошлых отношениях, а Чарли рассказывает о том, что скоро у них олимпиада среди школ, на которой должна выступать и его дочь, показывающая большие способности к математике. Оказывается, Лу очень боится публичности и, попадая в центр внимания, просто цепенеет. Кэт знакомится с девочкой и помогает ей побороть свой страх: она сама не раз оказывалась перед публикой в таком же состоянии и выработала некоторые техники, чтобы справиться с ним.
На одном из мероприятий Вальдез в сопровождении Чарли встречает бывшего жениха. Бастиан предлагает ей улететь с ним на Пуэрто-Рико. Кэт соглашается было, но Чарли отговаривает её, говоря, что не надо дважды совершать одну и ту же ошибку. Он зовёт Кэт пойти с ним на школьный выпускной бал, она принимает приглашение. Пара проводит вместе вечер и ночь, а потом уезжает на выходные в загородный «замок» певицы. Они придумывают соревнование: Кэт должна хотя бы какое-то время полностью обойтись без ассистентов и прислуги, Чарли же обещает завести страничку в соцсетях (и за несколько минут набирает полмиллиона подписчиков). На день рождения мужа Вальдез, у которой масса знакомых в самых неожиданных местах, организует только для них двоих вечер в закрывшемся на ночь парке развлечений на Кони-Айленд (когда-то Чарли любил ходить туда со своей мамой).
Спустя несколько дней Бастиан сообщает Кэт, что её песня «Marry Me» номинирована на «Грэмми» — момент для Кэт Вальдез судьбоносный, ведь, несмотря на колоссальную популярность у публики, это её первая номинация. Колин уговаривает Кэт принять предложение Бастиана и спеть «Marry Me» дуэтом в его концерте в «Мэдисон Сквер Гарден», чтобы увеличить свои шансы на победу, Чарли его поддерживает. Певица соглашается. Чарли смотрит трансляцию концерта, он явно понимает, что жена может вернуться к Бастиану. Он едет на выступление, потом на afterparty, где все как несомненный факт обсуждают скорое воссоединение бывших влюблённых. Чарли освобождает Кэт от каких-либо обязательств перед ним: именно сейчас она может восстановить отношения с прежним женихом, ведь все уже забыли о случившемся, а для её карьеры так будет лучше.
После расставания с мужем Вальдез, испытывавшая творческий кризис, наконец дописывает песню «On My Way», которая быстро становится хитом, выйдя на первую позицию в чартах. Колин приносит Чарли солидный чек, оплату за волнения и неудобства «семейной жизни», но тот отказывается от денег, говоря, что не способен забыть Кэт. Менеджер сообщает ему, что Кэт, в свою очередь, так и не возобновила отношения с Бастианом.
На съемках «The Tonight show» Джимми Фэллон как о чём-то само собой разумеющемся говорит, что, как и «Marry Me», Кэт написала «On My Way» для Бастиана. Кэт неожиданно осознаёт, что это совершенно не так и она писала песню, всё время думая о другом человеке. Она окончательно выясняет отношения с бывшим женихом и бросается в аэропорт, чтобы успеть в Иллинойс на математическую олимпиаду. По прилёте её встречает Паркер, которой успел дозвониться верный и заботливый Колин, жёстко выясняет её отношение к Чарли и, убедившись в серьёзности намерений Кэт, помогает ей добраться до школы. В финале у Лу опять случается ступор. С помощью метода Кэт она решает задачу, но буквально на долю секунды не укладывается в отведённое время. Команда Лу проигрывает. Чарли успокаивает дочь, убеждая её, что Лу всё равно победила — не только трудную задачу, которую она в конце концов решила, но и, что самое главное, саму себя.
В этот момент в зале появляется Кэт. Со слезами глядя на обнимающихся на сцене Гилбертов, она поднимает над головой транспарант «Marry me». А потом другой, на котором написано «Again». Лу подталкивает отца к жене.

## В ролях
| Актёр           | Роль                                                                          |
| --------------- | ----------------------------------------------------------------------------- |
| Дженнифер Лопес | Катарина Вальдез (сценическое имя — «Кэт»), певица, поэт и композитор         |
| Оуэн Уилсон     | Чарли Гилберт, учитель математики                                             |
| Малума          | Себастьян, певец (сценическое имя — «Бастиан»), жених Кэт                     |
| Джон Брэдли     | Колин Кэллоуэй, менеджер Кэт                                                  |
| Хлоя Коулмэн    | Лу Гилберт, дочь Чарли                                                        |
| Сара Сильверман | Паркер Деббс, школьный психолог, ближайший друг Чарли                         |
| Уткарш Амбудкар | Мэнни, учитель соперников команды Гилберта по финалу математического конкурса |
| Джимми Фэллон   | камео                                                                         |
| Стивен Уоллем   | Джонатан Питтс                                                                |
| Мишель Бюто     | Мелисса («Мэл»), ассистентка Кэт                                              |